# Prix Langlois
Ne doit pas être confondu avec Prix Henri-Langlois.
Le prix Langlois est un ancien prix annuel de littérature, créé en 1868 par l'Académie française et « décerné à la meilleure traduction en vers ou en prose d’un ouvrage grec ou latin, ou étranger ».

## Liste des lauréats

### De 1871 à 1920
- 1871 : Alfred-L. de Sadous (1815-18..) pour Histoire de la Grèce antique, de Grote
- 1872 : Théodore Braun pour Théâtre de Schiller
- 1873 : Joseph-Germain Magnabal (1819-1894) pour Histoire de la littérature espagnole, de G. Ticknor (anglais)
- 1874 : 
  - Eugène Baret pour Œuvres dramatiques de Lope de Véga (espagnol) 
  - Antoine de Latour pour Œuvres dramatiques de Calderon
- 1875 : 
  - Gustave de Wailly pour Les Quatre premiers livres de l’Énéide
  - Émile Pessonneaux pour Théâtre d’Euripide
- 1876 : Antoine Anquetil pour Œuvres d’Horace
- 1877 : Émile Montégut pour Œuvres complètes de Shakespeare
- 1878 : Henri Bellenger pour La Russie, le pays, les institutions, les mœurs, de Mackensie-Wallace
- 1879 : 
  - Henri Druon (1819-1908) pour Œuvres de Synésius
  - Henriette Loreau pour Récit de voyages des explorateurs modernes
- 1880 : 
  - José-Maria de Heredia pour Véridique histoire de la conquête de la Nouvelle Espagne, de Bernal Diaz del Castillo
  - Amédée Tardieu pour Géographie de Strabon
- 1881 : 
  - F.-A. Aulard pour Poésies et œuvres morales de Léopardi
  - Louis Havet pour Le Querolus, comédie latine anonyme
- 1882 : Auguste Bougot (1842-1892) pour Philostrate l'ancien. Une galerie antique de soixante-quatre tableaux
- 1883 : Charles-Émile Ruelle (1833-1912) pour Poétique et Rhétorique, d’Aristote
- 1884 : Claudius Popelin pour Le Songe de Poliphile, ou Hypnérotomachie de frère Francesco Colonna
- 1886 : 
  - Auguste Bouché-Leclercq pour Histoire grecque, de Curtius. Histoire de l’hellénisme, de Droysen
  - Florentin Trawiński pour La vie antique des Grecs et des Romains, de MM. Guhl et Koner
- 1887 : 
  - P. Aize pour Idylles, de Théocrite
  - Eugène Carré pour Poésies de Giacomo Leopardi
- 1888 : 
  - Gaston Bonet-Maury pour L’Empereur Akbar : un chapitre de l’histoire de l’Inde au XVIe siècle, par le comte A. de Noer
  - José-Maria de Heredia pour L’histoire de la conquête de la Nouvelle-Espagne, par le capitaine Bernal Diaz del Castillo
- 1889 : 
  - Henry Crosnier de Varigny pour Vie et correspondance de Charles Darwin
  - Charles Lallemand et Charles Rabot pour Voyage de la Vega autour de l’Asie et de l’Europe, de M. le baron de Nordenskiöld
  - Auguste Monod (1851-19..) pour Histoire du peuple anglais, de Richard Green
  - Élisabeth Paris pour L’Allemagne et la réforme, de Jean Janssen
- 1890 : 
  - Joseph Loth pour Mabinogion, chants gallois
  - Félix Rabbe pour Théâtre de Christophe Marlowe
- 1891 : 
  - J. Daniaux alias Paul Carpentier (1861-19..) pour Le Retour, de Henri Heine
  - Auguste Dietrich (1846-1905?) pour Madame de Staël et son temps, de lady Blennerhassett
- 1892 : 
  - Henri de La Ville de Mirmont pour Argonautiques, d’Apollonius de Rhodes
  - Julien Lugol pour Odes barbares, de Giosue Carducci
- 1893 : 
  - Jean Dupuis (1818-18..) pour Théon de Smyrne, philosophe platonicien
  - Jeanne Loiseau pour Œuvres de Lord Byron
- 1894 : 
  - Alfred Foucher pour Le Bouddha, sa vie, sa doctrine et sa communauté de Hermann Oldenberg
  - Émile Riquiez pour Marie Stuart, d’après Schiller
  - Jules Toutain pour Musées archéologiques de Rome de Wolfgang Helbig
- 1896 : 
  - Marguerite de Clermont-Tonnerre pour Les Jésuites dans l’Amérique du Nord au XVIIe siècle et Les pionniers français dans l’Amérique du Nord. Floride, Canada, de Francis Parkman
  - Émile Horn (1858-1937) pour Nouvelles, de Jökai
  - Charles-Émile Ruelle (1833-1912) pour Traduction d’auteurs grecs relatifs à la musique
  - Florentin Trawiński pour L’Épopée homérique expliquée par les monuments, de M. E. Helbig
- 1897 : Georges Hérelle pour Vierges aux rochers de Gabriele d'Annunzio
- 1898 : Alexandre Beljame pour Macbeth
- 1899 : M. Obert pour Syntaxe française au XVIIe siècle, de Haase
- 1900 : 
  - Fernand Brisset pour Les sonnets de Pétrarque à Laure
  - Fernand Henry (1859-19..) pour Sonnets, de Shakespeare
- 1901 : 
  - Amédée de Margerie pour La Divine Comédie, de Dante
  - Louis Fabulet et Robert d’Humières pour La plus belle histoire du monde. Le livre de la Jungle, de Rudyard Kipling
  - Léon Morel (1850-1918?) pour In memoriam, poèmes d’Alfred Tennyson
- 1902 : 
  - Henri Albert pour Les ouvrages de Frédéric Nietzsche
  - Maurice de La Rousselière pour La poésie du ciel. Le Paradis, de Dante Alighieri
- 1903 : 
  - Alexandre Beljame pour Othello, le Maure de Venise et Jules César
  - Fernand Brisset pour Canzones. Triomphes et poésies diverses de Pétrarque
- 1904 : 
  - Mme B. d'Eyragues pour Les Psaumes traduits de l’hébreu
  - Archag Tchobanian pour Chants populaires arméniens
- 1906 : 
  - Frank Abauzit (1870-1938) pour L’expérience religieuse, de William James
  - Fernand Henry (1859-19..) pour Les sonnets portugais, d’Elizabeth Barret Browning
  - Urbain Mengin (1864-1955) pour Grandeur et décadence de Rome, de G. Ferrero
  - Auguste Reymond pour Les penseurs de la Grèce, histoire de la philosophie antique, de Théodore Gomperz
- 1907 : 
  - Jane Dieulafoy pour L’Épouse parfaite, de Fray Luis de Léon
  - Émile Legouis pour Contes de Canterbury, de Geoffroy Chaucer
- 1908 : 
  - Jacques Bardoux pour La reine Victoria (correspondance inédite)
  - Guy-Charles Cros pour La puissance du mensonge, de Johan Bojer
  - Marguerite Paris (1852-1917) pour Grammaire de l’assentiment, de Newmann
- 1909 : 
  - Georges Duval pour Œuvres dramatiques de William Shakespeare
  - Émile Legouis pour Contes de Canterbury, de Geoffroy Chaucer
- 1910 : 
  - Louis Dimier pour Discours sur la peinture. Voyages pittoresques, de Reynolds
  - Jean-Léon Firmery (1853-1913) pour La Chanson des Nibelunge
  - L. Martin-Dupont et Achille Laurent pour Charles Dickens, de G.-K. Chesterton
  - Suzanne Paquelin pour Faust, de Goethe
  - Elisabeth Sainte-Marie Perrin (1879-1926) pour Le génie de l’Amérique, de Henry Van Dyke
- 1911 : 
  - Jacques de Coussange (1869-1944) pour L’individualisme, de Ellen Key
  - Georges Grappe (1879-1947) pour La France d’aujourd’hui, de Barrett Wendell
  - Maurice Pellisson (1850-1915) pour Chansons et poèmes, de Henri Heine
- 1912 : 
  - Pierre Bonnet et James Condamin pour La cour de Philippe IV et la décadence de l’Espagne (1621-1665), de Martin Hume
  - Paul Cunisset-Carnot pour De la cynégétique ou art de la chasse, de Xénophon
  - Élisabeth Paris pour La civilisation en Allemagne depuis la fin du moyen âge jusqu’au commencement de la guerre de Trente ans, de Jean Janssen
  - D. Seners pour Œuvres de Théocrite, traduites en vers
- 1913 : 
  - Elias-Sarkis Altiar (1866-1948) et Dr M. Chamlian pour Vers la liberté. L’abîme, de Avétis Aharonian
  - Louise Espinasse-Mongenet pour La divine Comédie, l’Enfer, de Dante Alighieri
  - Camille Le Senne et Léon Guillot de Saix pour L’étoile de Séville, de Lope de Véga
  - Henri Davray et Auguste Monod pour Père et fils, de Edmund Gosse
- 1914 : 
  - Édouard Combe pour Les Alpes dans la nature et dans l’histoire, du Dr A.-B. Coolidge
  - Madeleine Havard de La Montagne pour Voyage du cardinal d’Aragon en Allemagne, Hollande, Belgique, France et Italie (1517-1518), de Don Antoine de Beatis
  - Marc Logé (1887-1949) pour Le Japon, de Lafcadio Hearn
  - Émile Roudié (1877-1953) pour Parsifal, de Richard de Wagner
- 1915 : Robert d’Humières
- 1916 : M. Chatelain
- 1917 : Capitaine Paquin
- 1918 : 
  - Léo d’Orfer pour Chants de guerre de la Serbie
  - Guillaume Lerolle et Henri Quentin dit Paul d'Estrée pour L’erreur de la philosophie allemande, de George Santayana[2]
- 1919 : Odette Raimondi-Matheron pour Alan Seeger, le poète de la Légion étrangère
- 1920 : 
  - Marcel Bonnet pour Charles de Sainte-Marthe (1512-1555), de C. Ruutz-Rees
  - Émile Gaillard (1877-1952) pour L’Alpinisme acrobatique, de Guido Rey

### De 1921 à 1987
- 1921 : 
  - Henri Maninat pour Les Bucoliques
  - P. Ransons pour Théâtre de Plaute et Théâtre de Térence
  - Walter Thomas pour Beowulf et les premiers fragments épiques anglo-saxons
- 1922 : 
  - H. Hovelaque pour Lettres de Voyages, Rudyard Kipling
  - Mme Thiérard-Baudrillart pour Une règle de vie au XVe siècle, Saint Antonin
  - P. Walter pour Histoire, de Polybe
- 1923 : Halpérine Kaminski pour Traductions russes
- 1924 : Lucien Herr pour Correspondance entre Schiller et Goethe (1794-1805)
- 1925 : 
  - Madeleine Clémenceau-Jacquemaire pour Ahmed Abdullah, un parfait gentilhomme et quelques autres
  - André Koszul pour La Tragédie de Roméo et Juliette, de W. Shakespeare
  - Mario Meunier pour Plutarque. Isis et Osiris
  - Armand Somès pour La Tempête, de W. Shakespeare
- 1926 : Camille Cé et Henri Servajean pour La tragédie de la vengeance, suivie de la Tragédie de l’Athée, de Cyril Tourneur
- 1927 : 
  - Xavier de Cardaillac (1858-1930) pour Saavedra. Don Quichotte, de Cervantes
  - Paul Doncœur pour Le Livre de Sainte Angèle de Foligno
  - Marie Dormoy pour Lettres de Michel-Ange
  - Louis Pichard (1883-19..) pour La Légende des trois compagnons
  - Franck Schoelle pour Les Paysans, de Ladislas Reymoud
  - Gabrielle Vinant pour Amour divin, amour terrestre, de Malwida von Meysenbug
- 1928 : 
  - Léon Baudry et M.-J. Ferré pour Le livre de l’expérience des vrais fidèles par sainte Angèle de Foligno
  - Henri Laignoux pour Petite anthologie de Virgile
  - Raymond Martinie pour La Porte, de Natsume Sôseki
  - Denis Roche pour Voisins, d’Anton Tchékov
- 1929 : 
  - Alfred Ernout pour De la Nature, de Lucrèce
  - Gabriel Meunier (1859-1934) pour La règle des recluses
- 1930 : Margrethe Trock pour Au nord du Groenland, du Dr Lauge-Kock
- 1931 : 
  - Robert Pitrou (1879-1963) et Maurice Denis pour Renate Elkenhof de Theodor Storm
  - Louis Jousserandot (1867-1936) pour La Guerre et la Paix, de Léon Tolstoï
- 1932 : 
  - Henri Bloch pour l'ensemble de ses traductions
  - Gabriel des Hons pour Arrowsmith, de Sinclair Lewis
  - A.-G. Etessam-Zadeh pour Les Rubaiyat, d'Omar Khaygam
  - Enguerrand Homps pour Iphigénie en Tauride
- 1933 : 
  - Henri Clouard pour De la Nature, de Lucrèce
  - Victor Crépin pour Claudien
  - Marie-Madeleine Davy pour Un traité de l'amour de Dieu, de Pierre de Blois
  - Nadine de Cyon pour Amours russes, de Panteleimon Romanof
  - Louise Espinasse-Mongenet pour Le Purgatoire, de Dante
  - Louise-Dominique Gillet pour Comme un vol d'oiseaux, de Kathleen Coyle
  - Georges Humeau pour Les plus beaux sermons de Saint Augustin
  - Théo Varlet pour La terre chinoise, de Pearl S. Buck
- 1934 : 
  - Juliette Bertrand pour Dante vivant, de Giovanni Papini
  - Bertrand Guégan (1892-1943) pour Les Dix Livres de cuisine d'Apicius
  - H.-J. Isaac pour Martial
  - Pierre Georget La Chesnais pour Œuvres complètes d'Ibsen traduites et commentées
  - Henri Longnon (1882-1964) pour La Divine Comédie, de Dante
  - Félix Sauvage pour Henri IV, de Shakespeare
- 1935 : 
  - Jacques d'Ars pour Matt Talbot, de Joseph A. Glynn
  - Jacques de France de Tersant pour Les chevaliers teutoniques, de Henryk Sienkiewicz
  - Mme Le Corbeiller et René Galland (1883-1938) pour Evan Harrington, de George Meredith
- 1936 : 
  - Maurice Castelain (1872-19..) pour Œuvres choisies de P.-B. Shelley
  - Mme G. d'Estensan pour Byron et Shelley, d'Isabelle Clarke
  - Jean-Gabriel Guidau pour La Princesse Mathilde, de Joachim Kuhn
  - Henri Servajean et Raymond Las Vergnas pour Edmond, de M. Thakeray
  - Georges Méautis pour Les délais de la justice divine, de Plutarque
  - Henri Mongault (1888-1941) pour Anna Karénine, de Tolstoï
  - Maurice Rat pour Virgile
- 1937 : 
  - Luce Clarence pour La Bible a dit vrai, de Sir Charles Warston
  - Henri Clouard pour Théâtre de Plaute
  - Pierre Constant pour Valère Maxime, actions et paroles mémorables
  - Jean Voilquin pour Thucydide : Histoire de la guerre du Péloponnèse
- 1938 : 
  - Marie-Louise Chaulin pour Les trois lanciers du Bengale
  - Sixte de Bourbon pour Sur l'écran, de Robert Hichens
  - André Doderet (1879-1949) pour La divine Comédie
  - Kathleen Saint-Clair-Gray pour Le Club des métiers bizarres, de Chesterton
- 1939 : 
  - Julia Bastin pour Marina di Vezza, de Aldous Huxley
  - Comtesse de Beaumont pour Pépita, de Mme Sackeville West
- 1940 : Michelin De Limoges pour Apologie Pro vita sua, du cardinal J.-H. Newman
- 1941 : Marie-Madeleine Davy pour Traité de la vie solitaire, de Guillaume Saint-Thierry
- 1942 : 
  - Pierre Georget La Chesnais pour Œuvres d'Henrik Ibsen
  - Pierre Messiaen pour Tragédies de Shakespeare
- 1943 : Louise Servicen pour Carnets de Léonard de Vinci
- 1944 : Charles Chassé pour Le Parfait pêcheur à la ligne, de Izaak Walton
- 1945 : Marius Perrin pour Perte et Gain, de John-Henry Newman
- 1946 : Aubert La Chesnaye pour l'ensemble de ses traductions
- 1947 : Guy Tosi (1910-2000) pour Correspondance de d’Annunzio à son traducteur Georges Hérelle
- 1948 : Christian Germoz pour La Vie des aliments, de G. Tallarico et Xanthippe, de Alfredo Panzini
- 1949 : Alexandre Masseron pour Traduction de Dante
- 1950 : Dominique Arban pour Correspondance de Dostoïevski
- 1951 : 
  - Denise Meunier pour Climat de lune, de Joyce Cary
  - Léopold Niel pour Les Géorgiques, de Virgile
  - Jean-Michel Renaitour pour Études latines
- 1952 : Jean Minassian pour Traduction du poème Abou-Lala Mahari, de Avédik Issahakian
- 1955 : 
  - Léon Guillot de Saix (1885-1964) pour Traduction d’Oscar Wilde
  - Abbé Ferdinand Kolednik pour Les Charretiers, de Ph. Tercelj-Griosky
- 1956 : André Mirambel pour Tasso Tassoulo et autres nouvelles, de Thrasso Castonakis
- 1957 : M. et Mme Pierre Paraf pour Deux baronnes, de Hans Christian Andersen
- 1958 : Antoine Gentien pour Le berceau des nuages, de Sudlin N. Ghose
- 1959 : 
  - Marie-Berthe Lacombe pour Don Juan, de Maranon
  - Marcel Thomas pour La vie de J.-K. Huysmans
- 1960 : Bernard Rochot pour La Dissertation en forme de paradoxes contre les Aristotéliciens de P. Gassendi
- 1961 : René Herval pour Traduction de Florilège, de Nina Infante Ferraguti
- 1962 : 
  - Nando de Toni (1902-1982), Francis Authier et André Corbeau (1898-1971) pour Manuscrit B, de Léonard de Vinci
  - Pierre et Yves Hébert pour Poèmes mystiques de Saint Jean de la Croix
  - André Robinet pour Édition critique de Malebranche
- 1963 : Pierre Leyris pour Poèmes d’Emily Brontë
- 1964 : Pierre Pascal pour Traductions de Tolstoï et Dostoïevski
- 1965 : 
  - Roger Richard (1917-2000) pour La Tragédie de l’homme, d’Imre Madach
  - Serge Tsouladzé pour Le Chevalier à la peau de tigre, de Chota Roustaveli
- 1966 : 
  - Jean-Paul Boucher pour Études sur Properce
  - Jean-Jacques Marie pour Collines et autres poèmes, de Iossip Brodski
- 1967 : Jean-Claude Margolin pour Édition du De pueris d’Érasme et son ouvrage Érasme par lui-même
- 1968 : 
  - Jean Carrère (1897-1971) pour Correspondance de Hegel
  - Johana Ritt et Jacqueline Trabuc pour Le dos tourné, récits de Marek Hlasko
- 1969 : Geneviève Buckhardt pour Italie poétique contemporaine
- 1970 : Philippe de Rothschild pour Présentation et traduction des poètes élisabéthains
- 1973 : Alain Frontier pour Le cheval de Troie
- 1974 : Jacqueline de Romilly pour Œuvres de Thucydide
- 1975 : Émile Delage (1890-197.) et Francis Vian pour Les Argonautiques, d’Apollonios de Rhodes
- 1976 : Henri Plard pour Le Contemplateur solitaire, d’Ernst Jünger
- 1977 : Jean-Claude Schneider pour Traduction de la Correspondance complète de Kleist
- 1978 : Madeleine Horst pour Traduction de La Nef des fous, de Sébastien Brant
- 1979 : Jacques Dars pour Traduction de Au bord de l’eau, de Shi Naï-an et Luo Guan-Zhong
- 1980 : André Berry pour Anthologie de la poésie occitane
- 1982 : Efim Etkind pour Traduction des Œuvres poétiques, d’Alexandre Pouchkine
- 1983 : Philippe Lavergne pour Traduction de Finnegans wake, de James Joyce
- 1987 : Marcel Conche pour Traduction des Fragments, d’Héraclite